# Double-board hold'em
Il double-board hold'em è una specialità del poker a carte comunitarie. Le regole sono le stesse del Texas hold 'em, ma si differenzia da esso per la presenza di due board, ossia vi sono due file di carte comunitarie.
Dopo il pre-flop il cartaio distribuisce in due file tre carte comunitarie dopo aver bruciato una carta. Continuerà così anche per il turn e il river. Alla fine vi saranno appunto due board: uno superiore e uno inferiore. Ogni giocatore ha la facoltà di usare uno ed uno solo di questi board che sono indipendenti l'uno dall'altro: ciò significa che le loro carte non possono mischiarsi fra loro.
Talvolta viene chiamato "double-flop hold'em", ciò è improprio essendo doppi non solo i flop, ma anche il turn e il river.